# ニューあかつき
ニューあかつきは、大島運輸が運航していたフェリー。後にフェリーあかつきと改名され、その後に上海下関フェリー、さらに蘇州下関フェリーでゆうとぴあIVとして2019年2月3日まで就航していた。

## 概要
あかつきの代船として林兼造船で建造され、1992年7月に阪神航路に就航した。
2003年2月、琉球エキスプレスの就航により、フェリーあかつきに改名の上、フェリーあけぼの (初代)の代船として鹿児島航路に転配された。2008年7月、フェリーあけぼの (2代)の就航により引退した。
その後、海外売船され、ギリシャの船主へ売却されパナマ船籍となったが、金融危機により売却先が倒産したため、谷山港に約半年間係船されていた。
関光汽船のグループ会社である上海下関フェリーに売却され、ゆうとぴあ4（UTOPIA IV）となり、元・ニューしらゆりのゆうとぴあ2（UTOPIA II）に代わって、2009年10月4日から下関 - 蘇州航路に週2便で就航した。本船の就航と同時に旅客営業は休止され、貨物フェリーとして就航している。2014年からは中国側の発着地の変更により蘇州下関フェリーに社名変更された後、2019年2月3日まで運航され、パラオ船籍に転換後解体された。

### 航路
蘇州下関航路
- 大倉港（太倉市） - 下関港（下関市）

週2便を運航する。下関発が日曜・水曜、大倉発が月曜・金曜のスケジュールで運航されている。

#### 過去の航路
阪神航路
- 神戸港（六甲船客T） - 大阪港（大阪南港FT） - 宮崎港（宮崎港西地区 宮崎港フェリーターミナル 1992年10月より） - 奄美大島（名瀬港新港地区） - 徳之島（亀徳港） - 沖永良部島（和泊港） - 与論島（与論港） - 那覇港（新港ふ頭）

鹿児島航路
- 鹿児島港（新港） - 奄美大島（名瀬港新港地区） - 徳之島（亀徳港） - 沖永良部島（和泊港） - 与論島（与論港） - 本部港 - 那覇港（那覇ふ頭）

鹿児島航路へ就航していた際は、本船とフェリーなみのうえの2隻で2日に1便を運航していた。

## 設計
船体は、上層からコンパス甲板（露天）、航海船橋甲板、A・B・C・D甲板、船倉甲板と呼称されており、航海船橋甲板が操舵室および乗組員区画、A・B甲板が旅客区画および乗組員区画、C・D甲板が車両搭載区画、船倉甲板がコンテナ等を搭載する船倉および機関室となっている。両舷船尾にランプウェイを装備する。

## 船内

### 船室
- 特等室「ロイヤル」（2名×1室）
- 一等室「デラックス」（2名×2室）
- 二等寝台「キャビンA」（寝台 6名×4室・12名×1室）
- 二等洋室「エコノミー」（寝台 4名×5室・8名×9室）
- 二等和室「キャビン」（大部屋 200・168・103・77・65・29名×1）
- ドライバーズルーム（20名）

### 設備
パブリックスペース
- 案内所
- エントランス
- パブリックラウンジ
- ゲームコーナー

供食・物販設備
- レストラン「六甲」
- 喫茶「アムニス」
- 売店
- 自動販売機

入浴設備
- 浴室

## 事故・インシデント
2003年3月2日、20時20分ごろ、那覇港へ入港する際に船倉甲板で貨物の固縛作業を行っていた甲板員が4.1メートルの高さから墜落した。墜落現場はコンテナと隔壁に囲まれており、救出が困難だったため、甲板員はコンテナの移動後に救出されたが、腰椎圧迫骨折などの重傷を負った。船倉には20フィートコンテナの上にフラットコンテナが重ねて積載されており、甲板員は固縛作業の際にフラットコンテナの枠を伝って移動していた。事故原因は貨物の固縛作業の安全措置の不備とされた。